# Bosentino
Bosentino är en ort och frazione i kommunen Altopiano della Vigolanai provinsen Trento i regionen Trentino-Sydtyrolen i Italien.
Bosentino upphörde som kommun den 1 januari 2016 och bildade med de tidigare kommunerna Centa San Nicolò, Vattaro och Vigolo Vattaro den nya kommunen Altopiano della Vigolana. Den tidigare kommunen hade 827 invånare (2015).